# Felipe Miñambres
Felipe Miñambres Fernández (Astorga, León, 29 de abril de 1965) es un exfutbolista y exentrenador español. Es presidente del Club Deportivo Tenerife desde el 2 de junio de 2025.

## Trayectoria

### Como jugador
Miñambres nació en Astorga, provincia de León. Tras jugar en el Atlético Astorga y en el Zamora C.F., en 1986 pasó a formar parte del Gijón Atlético y debutó con el primer equipo del Real Sporting de Gijón en la temporada 1987-88. En la temporada siguiente se afianzó como titular, en la que anotó nueve goles. 
En la temporada 1989–90, Miñambres firmó por el C. D. Tenerife, pasando a ser parte activa de la consolidación de la máxima categoría del club y las posteriores participaciones en la Copa de la UEFA. Cuando el equipo canario descendió en 1999, se retiró del fútbol a los 34 años.

#### Selección nacional
Entre 1989 y 1994 jugó seis partidos para la selección española y marcó dos goles. Además, formó parte del equipo nacional español que participó en el Mundial de 1994, celebrado en los Estados Unidos.

### Como entrenador
Tras retirarse como jugador, Miñambres comenzó su carrera en los banquillos entrenando al C. D. Tenerife (siendo uno de los cuatro entrenadores durante 1999-2000 en la Segunda División de España) y más tarde, continuó dirigiendo al Hércules C. F., la U. D. Salamanca, el Alicante C. F. y la U. E. Lleida.
El 15 de febrero de 2010, siendo director deportivo del Rayo Vallecano de Madrid en la segunda división, pero inmerso en una crisis deportiva, Miñambres sustituyó como entrenador al destituido Pepe Mel. En junio de 2010, después de salvar la categoría con el conjunto madrileño, regresó a la oficina.
El 12 de octubre de 2022, tras la destitución de Mehdi Nafti como entrenador del Levante UD, Miñambres ocupa el cargo de entrenador durante dos jornadas de manera interina, en las que consigue dos victorias, hasta la llegada al banquillo de Javi Calleja.
El 19 de febrero de 2024, tras la destitución de Javier Calleja como entrenador del Levante UD, Miñambres ocupa el cargo de entrenador de manera interina.

### Como director deportivo
En la temporada 2007-08, se convirtió en director de fútbol del Rayo Vallecano de Madrid, cargo que ocupó hasta 2016.
En junio de 2016, pasó a ejercer el mismo cargo en el R. C. Celta de Vigo de la Primera División de España, en el que ocupó hasta 2022.
Desde febrero de 2022 hasta febrero de 2025 fue director deportivo del Levante UD; su marcha del equipo fue motivada por una «drástica» reducción en su contrato, que se extendía hasta junio de 2027, y por no haber conseguido mantener al equipo en Primera División.

### Como directivo
El 9 de mayo de 2025, el Club Deportivo Tenerife anuncia la vuelta de Felipe Miñambres al C.D. Tenerife, como director general y consejero del club.
Tras la destitución de José Daniel Díaz como presidente del club, el 2 de junio de 2025, Felipe Miñambres se convierte en el 31° presidente del Club Deportivo Tenerife.

## Clubes

### Como jugador
| Club              | País   | Año       |
| ----------------- | ------ | --------- |
| Sporting de Gijón | España | 1987-1989 |
| CD Tenerife       | España | 1989-1999 |

### Como entrenador
| Club                  | País   | Año       |
| --------------------- | ------ | --------- |
| CD Tenerife           | España | 1999      |
| Hércules CF           | España | 2002-2003 |
| UD Salamanca          | España | 2003-2005 |
| Alicante CF           | España | 2005-2006 |
| UE Lleida             | España | 2006-2007 |
| Rayo Vallecano        | España | 2010      |
| Levante UD (interino) | España | 2022      |
| Levante UD (interino) | España | 2024      |

### Como director deportivo
| Club           | País   | Año       |
| -------------- | ------ | --------- |
| Rayo Vallecano | España | 2007-2016 |
| Celta de Vigo  | España | 2016-2022 |
| Levante UD     | España | 2022-2025 |